# اچ‌ام‌ان‌زداس موآ (تی۲۳۳)
اچ‌ام‌ان‌زداس موآ (تی۲۳۳) (به انگلیسی: HMNZS Moa (T233)) یک کشتی بود که طول آن ۱۶۸ فوت (۵۱ متر) بود.